# Lisa Zane
Lisa Zane (* 5. April 1961 in Chicago als Elizabeth Frances Zane) ist eine US-amerikanische Schauspielerin.

## Leben und Leistungen
Lisa Zane, eine Schwester von Billy Zane, ist griechischer Abstammung. Sie studierte Theaterwissenschaften am Vassar College. Zane debütierte in einer Folge der Fernsehserie Gideon Oliver aus dem Jahr 1989. Im Filmdrama Brennender Hass (1989) trat sie an der Seite von Ally Sheedy, Virginia Madsen, Phoebe Cates und Treat Williams auf.
Im Filmdrama Todfreunde – Bad Influence (1990) spielte Zane an der Seite von Rob Lowe und James Spader eine der größeren Rollen. In den Jahren 1992 bis 1993 trat sie in der Fernsehserie L.A. Law – Staranwälte, Tricks, Prozesse auf. Größere Rollen übernahm sie unter anderen im Fernsehthriller Der Retorten-Killer (1994), im Actionthriller Blindkill (1994) und im Actionfilm Baby Face Nelson (1995). Im Fernsehdrama Dem Herzen entrissen (2000) spielte sie eine ehemalige Prostituierte, die ein kleines Kind entführt.
Zane trat in der von David Mamet durchgeführten Inszenierung des Theaterstücks The Cherry Orchard im Chicagoer Goodman Theatre auf.

## Filmografie (Auswahl)
- 1989: Brennender Hass (Heart of Dixie)
- 1990: Todfreunde – Bad Influence (Bad Influence)
- 1991: Nightmare 6: Freddy’s Finale
- 1991: Femme Fatale – als Elizabeth/Cynthia/Maura
- 1992–1993: L.A. Law – Staranwälte, Tricks, Prozesse (L.A. Law, Fernsehserie, 16 Folgen)
- 1994: Haltlos (Floundering)
- 1994: Der Retorten-Killer  (Natural Selection)
- 1994: Blindkill (Unveiled)
- 1995: Baby Face Nelson
- 1995: Angriff aus dem Dunkeln (Toughguy)
- 1995: Emergency Room – Die Notaufnahme (ER, Fernsehserie, 10 Folgen)
- 1997: Der Teufel in Weiß (The Nurse)
- 1997: Conor, der Kelte (Roar, Fernsehserie, 13 Folgen)
- 1999: Verführerische Falle (A Table for One)
- 2000: Dem Herzen entrissen (Stolen from the Heart)
- 2001: Monkeybone
- 2001: Heimlicher Pakt (The Secret Pact)
- 2002–2003: Dinotopia (Fernsehserie, 13 Folgen)
- 2006: Murder in My House (Fernsehfilm)
- 2013: The Gun, the Cake and the Butterfly
- 2013: The Girl from Nagasaki
- 2017: Game Day
- 2021: Later Days
- 2022: Alex/October